# Faruk Yusuf
Pour les articles homonymes, voir Yusuf.
Faruk Yusuf, né le 19 février 2004 à Sokoto au Nigeria, est un handballeur international nigérian évoluant au poste d'arrière droit.

## Biographie
Faruk Yusuf découvre le handball dans le club local du Sokoto Rima avec lequel il remporte le championnat national jeunes en 2017. Particulièrement précoce, il est en 2018 élu meilleur joueur du Championnat national senior à seulement 14 ans. En octobre 2018, il est recruté par le club amateur marocain du Mountada Derb Sultan.
À l'été 2019, il se fait remarquer du haut de ses 15 ans lors du Championnat du monde jeunes (U17) (en) avec notamment 10 buts face au Danemark. Le club polonais du KS Kielce décide alors de miser sur lui en 2020 en lui faisant signer un contrat très longue durée (5 ans plus deux en option). Il participe aux résultats de Kielce, remportant une Coupe de Pologne et un Championnat de Pologne et marquant ses premiers buts en Ligue des champions.
Pour qu'il continue à s'aguerrir et ait plus de temps de jeu, il est prêté en 2022 au club espagnol du BM Granollers. Lors de la saison 2023-2024, il est notamment auteur 210 buts en 51 matchs avec le club espagnol,, dont 75 en Ligue européenne (C2), où Faruk et les Espagnols sont allés jusqu'en finale.
En 2024, l'arrière droit est à nouveau prêté un an au Limoges Handball,,.
Entre-temps, il est sélectionné avec le Nigeria, terminant neuvième du Championnat d'Afrique des nations 2024 puis remportant une médaille de bronze aux Jeux africains.

## Palmarès

### En équipe nationale
- 9e place au Championnat d'Afrique des nations 2024
- médaille de bronze aux Jeux africains 2024

### En club
Compétitions internationales
- Finaliste de la Ligue européenne (C3) (1) : 2023

Compétitions nationales
- Vainqueur du Championnat de Pologne (1) : 2022
- Vainqueur de la Coupe de Pologne (1) : 2021
- Troisième du Championnat d'Espagne (2) : 2023, 2024

### Distinctions individuelles
- Élu meilleur espoir du Championnat d'Espagne 2022-2023